# Associação Brasileira de Educação Internacional
A Associação Brasileira de Educação Internacional, conhecida também pela sigla Faubai é uma organização fundada em 1988, e reúne cerca de 180 instituições de ensino superior brasileiras com o intuito de promover a integração de seus membros, além do intercâmbio e da cooperação internacional como instrumentos para a melhoria do ensino, da pesquisa, da extensão e da administração das instituições filiadas. A associação promove regularmente seminários, workshops e reuniões regionais e nacionais, além de trabalhar na divulgação das instituições que dela fazem parte junto às agências de fomento, representações diplomáticas, organismos e programas internacionais.

## Instituições afiliadas
Segue a lista atual das Instituições de Ensino Superior que integram a Faubai, ordenadas por estado:

### Acre
1. UFAC - Universidade Federal do Acre

### Alagoas
1. Faculdade de Alagoas
2. Uncisal - Universidade Estadual de Ciências da Saúde de Alagoas
3. UFAL - Universidade Federal de Alagoas

### Amazonas
1. IFAM - Instituto Federal de Educação, Ciência e Tecnologia do Amazonas
2. UEA - Universidade do Estado do Amazonas
3. UFAM - Universidade Federal do Amazonas

### Bahia
1. Centro Universitário da Bahia
2. Ucsal - Universidade Católica do Salvador
3. Unifacs - Universidade Salvador
4. UNEB - Universidade do Estado da Bahia
5. UEFS - Universidade Estadual de Feira de Santana
6. UESC - Universidade Estadual de Santa Cruz
7. Uesb - Universidade Estadual do Sudoeste da Bahia
8. UFBA - Universidade Federal da Bahia

### Ceará
1. Faculdade 7 de setembro
2. Faculdade Católica do Ceará
3. Universidade Estadual do Ceará
4. IFCE - Instituto Federal de Educação, Ciência e Tecnologia do Ceará
5. Unilab - Universidade da Integração Internacional da Lusofonia Afro-Brasileira
6. Universidade de Fortaleza
7. UECE - Universidade Estadual do Ceará
8. UVA - Universidade Estadual Vale do Acaraú
9. UFC - Universidade Federal do Ceará
10. Urca - Universidade Regional do Cariri

### Distrito Federal
1. Centro Universitário do Distrito Federal
2. UCB - Universidade Católica de Brasília
3. UnB - Universidade de Brasília

### Espírito Santo
1. Faculdade de Direito de Vitória
2. UFES - Universidade Federal do Espírito Santo
3. UVV - Universidade Vila Velha

### Goiás
1. Instituto De Pós-Graduação
2. UCG - Pontifícia Universidade Católica de Goiás
3. UniEvangélica
4. UEG - Universidade Estadual de Goiás
5. UFG - Universidade Federal de Goiás

### Maranhão
1. UFMA - Universidade Federal do Maranhão

### Mato Grosso
1. IFMT - Instituto Federal de Mato Grosso
2. UNEMAT - Universidade do Estado de Mato Grosso
3. UFMT - Universidade Federal de Mato Grosso
4. UFR - Universidade Federal de Rondonópolis

### Mato Grosso do Sul
1. Centro Universitário da Grande Dourados
2. Universidade Federal do Mato Grosso do Sul
3. Universidade Católica Dom Bosco
4. UEMS - Universidade Estadual de Mato Grosso do Sul
5. Universidade Federal da Grande Dourados

### Minas Gerais
1. CEFET - MG - Centro Federal de Educação Tecnológica de Minas Gerais;
2. UNIS - Centro Universitário do Sul de Minas;
3. Centro Universitário Newton Paiva
4. FACULDADE DE MEDICINA DE BARBACENA - FAME/FUNJOB
5. FACULDADE SKEMA BUSINESS SCHOOL
6. Instituto de Administração e Gestão Educacional
7. Instituto Federal de Educação, Ciência e Tecnologia de Minas Gerais
8. Instituto Federal de Educação, Ciência e Tecnologia do Sudeste de Minas Gerais
9. Instituto Federal de Educação, Ciência e Tecnologia do Sul de Minas Gerais
10. Instituto Federal de Educação, Ciência e Tecnologia do Norte de Minas Gerais
11. UNIUBE - UNIVERSIDADE DE UBERABA
12. UFU - Universidade Federal de Uberlândia
13. IFTM - Instituto Federal do Triângulo Mineiro
14. PUC-MG - Pontifícia Universidade Católica de Minas Gerais
15. UNIFEI - Universidade Federal de Itajubá
16. UEMG - Universidade do Estado de Minas Gerais
17. Unifal - Universidade Federal de Alfenas
18. UFJF - Universidade Federal de Juiz de Fora
19. UFLA - Universidade Federal de Lavras
20. UFMG - Universidade Federal de Minas Gerais
21. UFOP - Universidade Federal de Ouro Preto
22. UFSJ - Universidade Federal de São João del-Rei
23. UFTM - Universidade Federal do Triângulo Mineiro
24. UFU - Universidade Federal de Uberlândia
25. UFV - Universidade Federal de Viçosa
26. UFVJM - Universidade Federal dos Vales do Jequitinhonha e Mucuri
27. Universidade FUMEC
28. UNIFENAS - Universidade José do Rosário Vellano

### Pará
1. Centro Federal de Educação Tecnológica do Pará
2. Unama - Universidade da Amazônia
3. UEPA - Universidade do Estado do Pará
4. Ufopa - Universidade Federal do Oeste do Pará
5. UFPA - Universidade Federal do Pará
6. UFRA - Universidade Federal Rural da Amazônia

### Paraíba
1. Instituto Federal de Educação, Ciência e Tecnologia da Paraíba
2. UEPB - Universidade Estadual da Paraíba
3. UFCG - Universidade Federal de Campina Grande

### Paraná
1. Associação Franciscana de Ensino Senhor Bom Jesus
2. Centro Universitário Curitiba
3. Centro Universitário de Maringá
4. Faculdade Assis Gurgacz
5. Faculdade Internacional de Curitiba
6. UniBrasil - Faculdades Integradas do Brasil
7. Instituto Federal do Paraná
8. PUC-PR - Pontifícia Universidade Católica do Paraná
9. Universidade Estadual do Centro-Oeste
10. UEL - Universidade Estadual de Londrina
11. UEM - Universidade Estadual de Maringá
12. UEPG - Universidade Estadual de Ponta Grossa
13. Universidade Estadual do Oeste do Paraná
14. Unespar - Universidade Estadual do Paraná
15. Universidade Federal do Paraná
16. Universidade Positivo
17. Universidade Tecnológica Federal do Paraná
18. UTP - Universidade Tuiuti do Paraná

### Pernambuco
1. Faculdade Maurício de Nassau
2. Instituto Federal de Pernambuco
3. Unicap - Universidade Católica de Pernambuco
4. UPE - Universidade de Pernambuco
5. UFPE - Universidade Federal de Pernambuco
6. Univasf - Universidade Federal do Vale do São Francisco
7. Ufrpe - Universidade Federal Rural de Pernambuco

### Piauí
1. Instituto Federal de Educação, Ciência e Tecnologia do Piauí
2. Uespi - Universidade Estadual do Piauí

### Rio de Janeiro
1. Centro Federal de Educação Tecnológica Celso Suckow da Fonseca
2. Faculdade Internacional Signorelli
3. IFRJ - Instituto Federal de Educação, Ciência e Tecnologia
4. Instituto Metodista Bennett
5. PUC-Rio - Pontifícia Universidade Católica do Rio de Janeiro
6. UERJ -  Universidade do Estado Do Rio De Janeiro
7. UCB - Universidade Castelo Branco
8. UCP - Universidade Católica de Petrópolis
9. UENF - Universidade Estadual do Norte Fluminense Darcy Ribeiro
10. Unirio - Universidade Federal do Estado do Rio De Janeiro
11. UFRJ - Universidade Federal do Rio de Janeiro
12. UFF - Universidade Federal Fluminense
13. UFRRJ - Universidade Federal Rural do Rio de Janeiro
14. UGF - Universidade Gama Filho
15. Universo - Universidade Salgado de Oliveira
16. USU - Universidade Santa Úrsula

### Rio Grande do Norte
1. IFRN - Instituto Federal de Educação, Ciência e Tecnologia do Rio Grande do Norte
2. UERN - Universidade do Estado do Rio Grande do Norte
3. UFRN - Universidade Federal do Rio Grande do Norte
4. UFERSA - Universidade Federal Rural do Semi-Árido

### Rio Grande do Sul
1. IPA - Centro Universitário Metodista
2. Unifra - Centro Universitário Franciscano
3. Unisalle - Centro Universitário La Salle
4. Univates - Centro Universitário
5. UPF - Universidade de Passo Fundo
6. Unipampa - Universidade Federal do Pampa
7. Furg - Universidade Federal do Rio Grande
8. Instituto Federal do Rio Grande do Sul
9. Instituto Federal Sul-rio-grandense
10. PUC-RS - Pontifícia Universidade Católica do Rio Grande do Sul
11. Ucpel - Universidade Católica de Pelotas
12. Universidade da Região da Campanha
13. UCS - Universidade de Caxias do Sul
14. Unisc - Universidade de Santa Cruz do Sul
15. Unisinos - Universidade do Vale do Rio dos Sinos
16. UERGS - Universidade Estadual do Rio Grande do Sul
17. UFPel - Universidade Federal de Pelotas
18. UFSM - Universidade Federal de Santa Maria
19. UFRGS - Universidade Federal do Rio Grande do Sul

### Rondônia
1. UNIR - Universidade Federal de Rondônia

### Roraima
1. UFRR - Universidade Federal de Roraima

### Santa Catarina
1. Centro Universitário de Brusque
2. Universidade Anhembi Morumbi
3. UnoChapecó - Universidade Comunitária da Região de Chapecó
4. Univille - Universidade da Região de Joinville
5. Udesc - Universidade do Estado de Santa Catarina
6. Unesc - Universidade do Extremo Sul Catarinense
7. Unoesc - Universidade do Oeste de Santa Catarina
8. Unisul - Universidade do Sul de Santa Catarina
9. Univali - Universidade do Vale do Itajaí
10. UFFS - Universidade Federal da Fronteira Sul
11. UFSC - Universidade Federal de Santa Catarina
12. FURB - Universidade Regional de Blumenau

### São Paulo
1. ESPM - Escola Superior de Propaganda e Marketing
2. BelasArtes - Centro Universitário Belas Artes de São Paulo
3. Senac - Centro Universitário Senac
4. FGV-EAESP - Escola de Administração de Empresas de São Paulo
5. Etapa - Escola Superior de Engenharia e Gestão
6. Faculdades Integradas Rio Branco
7. Faculdades Integradas “Antônio Eufrádio de Toledo”
8. FAAP - Fundação Armando Alvares Penteado
9. Faculdade Cásper Líbero
10. Unifieo - Instituto de Ensino para Osasco
11. Insper - Insper Instituto de Ensino e Pesquisa
12. PUCCamp - Pontifícia Universidade Católica de Campinas
13. PUC-SP - Pontifícia Universidade Católica de São Paulo
14. Unisal - Centro Universitário Salesiano de São Paulo
15. Universidade Anhembi Morumbi
16. UBC - Universidade Braz Cubas
17. Unisantos - Universidade Católica de Santos
18. Unicsul - Universidade Cruzeiro do Sul
19. UMC - Universidade de Mogi das Cruzes
20. Unaerp - Universidade de Ribeirão Preto
21. USP - Universidade de São Paulo
22. Uniso - Universidade de Sorocaba
23. Unitau - Universidade de Taubaté
24. Unoeste - Universidade do Oeste Paulista
25. USC - Universidade do Sagrado Coração
26. Univap - Universidade do Vale do Paraíba
27. Unicamp - Universidade Estadual de Campinas
28. Unesp - Universidade Estadual Paulista Júlio de Mesquita Filho
29. UFSCar - Universidade Federal de São Carlos
30. Unifesp - Universidade Federal de São Paulo
31. UFABC - Universidade Federal do ABC
32. UnG -Universidade Guarulhos
33. Unimep - Universidade Metodista de Piracicaba
34. Metodista - Universidade Metodista de São Paulo
35. Unip - Universidade Paulista
36. UPM - Universidade Presbiteriana Mackenzie
37. UniSanta - Universidade Santa Cecília
38. USF - Universidade São Francisco
39. Universidade São Marcos

### Sergipe
1. Unit - Universidade Tiradentes
2. UFS - Universidade Federal de Sergipe

### Tocantins
1. Unitins - Universidade de Tocantins
2. UFT - Universidade Federal do Tocantins